# 物理系学術誌刊行センター
物理系学術誌刊行センター（ぶつりけいがくじゅつしかんこうせんたー、英語: Publication Center for Pure and Applied Physics, PCPAP）とは、日本物理学会及び応用物理学会の内部組織として運営されている、学術雑誌（ジャーナル）を発行する団体のこと。2000年4月1日の設立から2008年3月31日までの名称は物理系学術誌刊行協会（英語: The Institute of Pure and Applied Physics, IPAP）であった。

## 概要
2010年現在、物理系学術誌刊行センターは日本物理学会のJournal of the Physical Society of Japan、応用物理学会のApplied Physics Express、Japanese Journal of Applied Physics、Optical Reviewの4誌を発行している。

## 設立目的
物理系の学術論文誌を発行するに当たり、日本物理学会及び応用物理学会では、論文誌（ジャーナル）の電子化に伴う相互協力や集約化を進めることでの発行の効率化などを目的にして、物理系学術誌電子化出版協議会を設置した。その中で、国内発行の物理系英文論文誌は部数が少ないため、発行と頒布を集約化して効率的にすることを目的に設立することになったものである。連合出版化によって体制が強化されるメリットがある。

## 沿革
- 1999年7月 - 日本物理学会、応用物理学会、応用物理学会欧文刊行会、理論物理学刊行会の4会の代表者が集まり、協議会を設ける。
- 2000年4月 - 日本物理学会及び応用物理学会の年次総会にて、物理系学術誌刊行協会（IPAP）設立の提案が可決。応用物理学欧文誌刊行会を発展的に改組し[3]、任意団体として業務開始。
- 2008年1月 - Japanese Journal of Applied Physics誌のレター（速報論文）セクション（JJAP Part 2）をApplied Physics Expressとして分離刊行。
- 2008年4月 - 物理系の学術誌のオンライン化及び電子出版準備が完了。日本物理学会及び応用物理学会の内部組織として、「物理系学術誌刊行センター」に名称を改める[4]。英文名称は変わらず。
- 2010年4月 - 日本物理学会と応用物理学会が新たな協定を結び、英文名称を現行の Publication Center for Pure and Applied Physics (PCPAP) に改める[1]。